# Alto Vinalopó
Alto Vinalopó Spanyolországban, Valencia autonóm közösség  Alicante tartományában található comarca. Alto Vinalopó Hoya de Alcoy, Costera, Vall d'Albaida és Vinalopó Mitjà comarcával határos.

## Földrajz
Az évi középhőmérséklet 14 °C és az évi csapadékmennyiség 359 mm a területen.
Észak felől a Valencia tartomány határolja, keletről az Hoya de Alcoy comarca, dél irányából a Vinalopó Medio, nyugat felől pedig a Castilla-La Mancha és a Región de Murcia-val határos.

## Települések a régióban
| Önkormányzat   | Lakosság | Terület | Népsűrűség |
| -------------- | -------- | ------- | ---------- |
| Villena        | 34 163   | 345,60  | 98,85      |
| Sax            | 9700     | 63,50   | 152,76     |
| Biar           | 3647     | 98,17   | 37,15      |
| Benejama       | 1712     | 34,89   | 49,07      |
| Salinas        | 1569     | 61,70   | 25,43      |
| Cañada         | 1245     | 19,32   | 64,44      |
| Campo de Mirra | 440      | 21,80   | 20,18      |